# The Charlie Parker Story

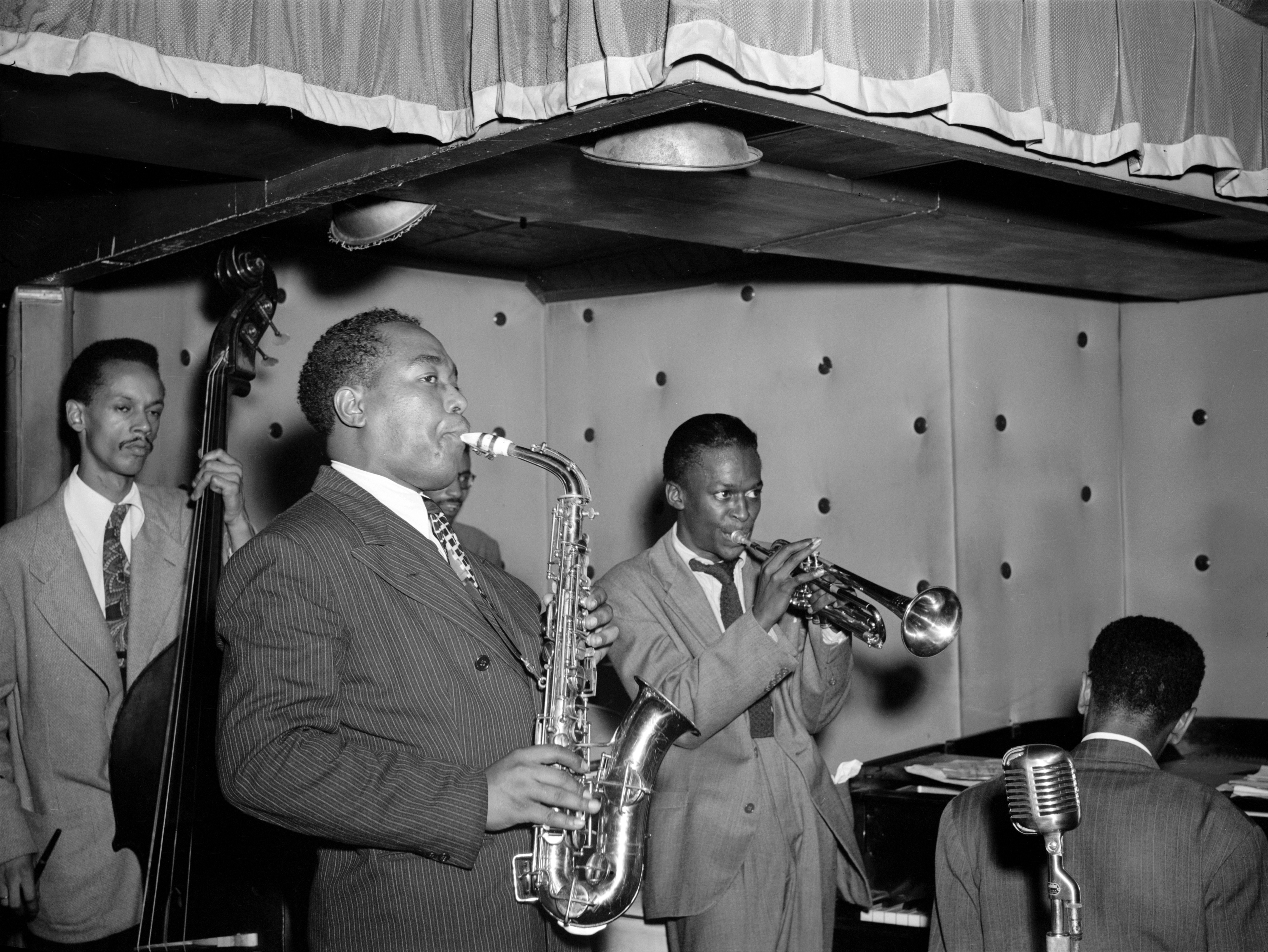
Charlie Parker, Tommy Potter, Miles Davis, Duke Jordan, Max Roach ca. August 1947.
Fotografie von William P. Gottlieb.

Albumcover Charlie Parker Story 
 Externe Weblinks auf urheberrechtlich geschützte Inhalte.
- Vorderseite des Covers auf Lpcoverlover.com

The Charlie Parker Story ist ein Jazz-Album von Charlie „Bird“ Parker, das 1945 aufgenommen und 1956 von Savoy Records veröffentlicht wurde.

## Die „Koko“-Session
Die Platte war Charlie Parkers erste Schallplatteneinspielung als Leader – bei der „Red Cross“- Session im Jahr zuvor fungierte der Gitarrist Tiny Grimes als Leader. Als Langspielplatte wurde sie von Savoy unter dem missverständlichen Titel The Charlie Parker Story herausgegeben (sie ist jedoch keine Kompilation seiner Jahre bei Savoy Records von 1944 bis 1948). Sie beinhaltet vielmehr die legendäre „Koko“-Session vom 26. November 1945.
Am Morgen des 26. November bekam Parker ein Telegramm mit der Aufforderung, am selben Tag eine Band für Aufnahmen zusammenzustellen. Daraufhin schrieb er zwei Bluesnummern, „Now’s the Time“ und „Billie’s Bounce“. Diese erste Studiositzung, die Parker leitete, stand aufgrund der Eile unter schwierigen Voraussetzungen: Pianist Thelonious Monk fiel ebenso aus wie Bud Powell; Sadik Hakim konnte nur einen Teil der Titel einspielen (auch trat er aus vertraglichen Gründen als Argonne Thornton auf); Dizzy Gillespie konnte aus vertraglichen Gründen eigentlich auch nicht teilnehmen, so dass hier der 19-jährige Miles Davis, damals Student an der Juilliard School of Music, eine recht frühe Chance erhielt. Im Laufe der Sitzung „kamen Drogen und Mädchen ins Spiel, und alles ging drunter und drüber.“
An der Session waren letztlich folgende Musiker beteiligt: Miles Davis, Curly Russell am Bass, Max Roach am Schlagzeug, der Pianist Sadik Hakim alias Argonne Thornton, aber auch Dizzy Gillespie saß aushilfsweise am Klavier (als „Hen Gates“) und übernahm den Trompetenpart in „Koko“ (nur beim Vorstellen des Themas, zu Beginn und am Ende des Stücks).
Mit „Billie’s Bounce“ begann die Aufnahmesession. Da Parker Probleme mit seiner Kondition hatte, machte das Ensemble nach drei takes eine Entspannungspause und spielte in dieser Zeit ein Stück, bei dem das Aufnahmeband erst später mitlief; es wurde Warming up a Riff genannt. Danach folgten die weiteren takes von „Billie’s Bounce“; take 5 wurde schließlich zum „master take“.
Danach folgten vier takes von „Now’s the Time“, diesmal mit Dizzie am Klavier. Bird spielt das Stück mit viel Bluesfeeling. Bei Miles Davis spürt man hier erstmals etwas von seinen lyrischen Qualitäten, die sich erst richtig zehn Jahre später zeigen sollten. Das nächste Stück „Thriving on a Riff“ ist ein Vorläufer des späteren Parker-Klassikers „Anthropology“. „Meandering“ ist die einzige Ballade dieser Sitzung.
Höhepunkt von Charlie Parkers erster Savoy-Sitzung ist jedoch „Koko“ – das Stück, das der Session auch den Namen geben sollte. Es basiert auf den Akkorden des Standards „Cherokee“. Dieses Thema wird im ersten (short) take kurz angespielt, bevor der take wieder abgebrochen wird. Im darauf folgenden „master take“ wird es schon verändert; Parker spielt ein fast zweiminütiges Solo, nach kurzem Saxophon-Trompeten-Unisono am Anfang und am Schluss.
„Koko“ ist „zweifellos der Zenit seiner kompositorischen Fähigkeiten“ (Morton/Cook).

## Die Titel
- 1. Billies’ Bounce – new take 1 (2.40)
- 2. Billies’ Bounce – short take 2 (1.40)
- 3. Billies’ Bounce – take (3.05)
- 4. Warming up a Riff – original take 1 (2.30)
- 5. Billies’ Bounce – new take 4 (2.00)
- 6. Billies’ Bounce – original take 5 (3.05)
- 7. Now’s the Time – short take 1 (0.20)
- 8. Now’s the Time – short take 2 (0.37)
- 9. Now’s the Time – take (3.05)
- 10. Now’s the Time – take (3.15)
- 11. Thriving on a Riff – new take 1 (3.00)
- 12. Thriving on a Riff – short take 2 (0.20)
- 13. Thriving on a Riff – original take 3 (3.00)
- 14. Meandering – new take 1 (3.13)
- 15. Koko – short take 1 (0.37)
- 16. Koko – original take 2 (2.54)

Alle Titel wurden von Charlie Parker komponiert, außer „Meandering“ (P. David).

## Diskographische Hinweise
- The Complete Savoy And Dial Recordings (Savoy, 1944–48)
- The Charlie Parker Story (Savoy/DENON, 1945)

## Rezeption
Die LP wurde von der Plattenfirma recht vollmundig als „die größte Aufnahmesitzung in der Geschichte des modernen Jazz“ beworben. Parker-Biograph Ross Russell wertet sie als die „definitive Session“, zu der der Bop hingestrebt habe.
Anlässlich der Gesamtausgabe The Complete Savoy And Dial Studio Recordings (Savoy, 1944–48) bemerkte Scott Yanow, dass die vielen alternate takes in diesem Falle besonders wertvoll seien, weil Parker ständig ein Improvisator gewesen sei: „Jede seiner Äußerungen ist eher spontan als zuvor ausgearbeitet.“